# سیارک ۱۷۲۵۰
سیارک ۱۷۲۵۰ (به انگلیسی: 17250 Genelucas، نامگذاری:2000GW122) هفده هزار و دویست و پنجاهمین سیارک کشف شده‌است که در ۱۱ آوریل ۲۰۰۰ کشف شد.
قدر مطلق سیارک برابر ۲۱.۴ است.